# Mrs March - La moglie dello scrittore
Mrs March - La moglie dello scrittore (Mrs March) è il romanzo d'esordio della scrittrice spagnola Virginia Feito, edito da 4th Estate nel 2021.

## Storia editoriale
Scritto direttamente in lingua inglese, il romanzo è stato pubblicato nel 2021. Il libro ha ottenuto un buon successo di critica e pubblico, classificandosi come un best seller, venendo tradotto in una dozzina di lingue e aggiudicandosi il Premio Valencia Negra al miglior romanzo e il Premio El Corte Inglés al miglior esordio letterario

## Trama
La signora March vive nell'Upper East Side di New York con il marito George, un romanziere di successo. Un giorno, mentre si trova alla sua pasticceria preferita, la commessa fa notare alla signora March che la protagonista dell'ultimo romanzo del marito (una prostituta con cui nessuno vuole fare sesso) sembra ispirato proprio a lei. Mrs March va quindi in crisi e inizia a vedere nella propria vita di tutti giorni parallelismi con le opere del marito, fino a convincersi che George è l'assassino di un'adolescente del Maine.

## Edizioni
- Mrs March - La moglie dello scrittore, traduzione di Stefano Beretta, HarperCollins Italia, 2022, ISBN 979-1259851154.